# Національне багатство
Націона́льне бага́тство — це сукупність матеріальних благ і духовних цінностей, нагромаджених суспільством за всю його історію, які мають ринкову цінність і можуть обмінюватися на гроші або інші блага.
Масштаби, структура і якісний рівень національного багатства визначають економічну могутність країни, потенціал її наступного соціально-економічного розвитку.
Національне багатство складається із фізичних благ і активів – фінансових активів, навичок, уміння, тобто всього того, що може приносити прибуток, який є віддачею від цього багатства. Всі ці складові елементи можуть розглядатися як національне багатство лише тоді, коли вони можуть продаватися і купуватися на товарних або грошових ринках. 
Багатство нації може бути поділено на два основних види – речове багатство, втілене в фізичних і фінансових активах, яке називається капіталом, і неречове багатство, яке називається людським капіталом. 
Важливими складовими елементами речового національного багатства є: 
- створений і нагромаджений в країні виробничий капітал (активи), які, в свою чергу, поділяються на основні та оборотні. До основних відносяться засоби праці (споруди, будинки, обладнання, машини, верстати, прилади), які використовуються в декількох виробничих циклах. До оборотних – предмети праці (сировина, матеріали, електроенергія, паливо), які використовуються повністю протягом одного виробничого циклу;
- основний невиробничий капітал (активи), тобто активи, які функціонують в соціальній сфері – житло і будинки, лікарні, школи, культурно-освітні і спортивні установи тощо;
- майно домашніх господарств – житло, предмети домашнього вжитку тривалого використання (меблі, автомобілі, побутова техніка, одяг тощо), засоби праці підсобних господарств, домашні тварини;
- товарні запаси народного господарства (резервні і страхові запаси, запаси готової продукції на складах);
- залучені в процес виробництва природні ресурси (земля, ґрунти, надра, води, ліси, розвідані корисні копалини, атмосфера, клімат).

До неречового багатства нації відносять нагромаджені виробничі, духовні і культурні цінності. До них належать: 
- нагромаджений виробничий досвід людей, їх здібності;
- освітній і інтелектуальний потенціал нації;
- творчі здібності;
- мистецькі і літературні твори, досягнення культури;
- національні звичаї, традиції, мораль, етичні норми тощо.

Всі види національного багатства (речові і неречові) мають таку основну властивість, здатність приносити дохід, який уособлює собою віддачу від цього багатства. 
Головним компонентом багатства країни традиційно вважався фізичний капітал (нагромаджені матеріально-речові фонди). Однак згідно з оцінкою, здійсненою Всесвітнім банком, у 1995 року в 192 країнах частка фізичного капіталу дорівнювала в середньому лише 16% від загального обсягу багатства. Вагоміше значення має людський капітал, що становить 64%.
Переваги людського потенціалу особливо очевидні в країнах з високим рівнем доходу. У деяких з них, таких як Німеччина, Японія і Швейцарія, його частка досягає 80% від загального обсягу капіталу. Проте в країнах Африки, розміщених на південь від Сахари, де людські ресурси обмежені, більше як половину національного багатства, як і раніше, становлять природні ресурси.
Національне багатство тісно пов’язане із національним доходом, адже саме частина останнього, нагромаджуючись, поповнює багатство нації. Національне багатство не лише зростає із часом, але й постійно і безперервно відновлюється, що стає передумовою і, водночас, результатом економічного і соціального прогресу.